# Erebomaster
Erebomaster is een geslacht van hooiwagens uit de familie Cladonychiidae.
De wetenschappelijke naam Erebomaster is voor het eerst geldig gepubliceerd door Cope in 1872. 

## Soorten
Erebomaster omvat de volgende 2 soorten:
- Erebomaster acanthina
- Erebomaster flavescens